# لیک آو بیز
لیک آو بیز (به انگلیسی: Lake of Bays) یک منطقهٔ مسکونی در کانادا است که در شهرداری ناحیه موسکوکا واقع شده‌است. لیک آو بیز ۳٬۱۶۷ نفر جمعیت دارد.